# Bineta Diedhiou
Bineta Diedhiou (sinh ngày 08 tháng 1 năm 1986) là một học viên Taekwondo người Sénégal. Cô đã giành được huy chương đồng ở hạng lông (- 59 kg) tại Giải vô địch Taekwondo thế giới năm 2005 tại Madrid. Diedhiou cầm cờ của Sénégal tại Lễ khai mạc Thế vận hội Mùa hè 2008.